# Isole Vergini Americane ai XXIV Giochi olimpici invernali
Le Isole Vergini Americane hanno partecipato ai XXIV Giochi olimpici invernali, che si sono svolte dal 4 al 20 febbraio 2022 a Pechino in Cina, con una delegazione composta da un'atleta, Katie Tannenbaum, che avrebbe dovuto essere la portabandiera alla cerimonia di apertura, ma che è risultata positiva al COVID-19, per cui è stata sostituita dai volontari.

## Delegazione
| Sport    | Uomini | Donne | Totale |
| -------- | ------ | ----- | ------ |
| Skeleton | -      | 1     | 1      |
| Totale   | -      | 1     | 1      |

## Risultati

### Skeleton
| Atleta           | Gara              | 1ª manche | 2ª manche | 3ª manche | 4ª manche | Totale  | Posizione |
| ---------------- | ----------------- | --------- | --------- | --------- | --------- | ------- | --------- |
| Katie Tannenbaum | Singolo femminile | 1'06"48   | 1'07"36   | 1'04"84   | DNF       | 3'18"68 | 25ª       |